# Heinrich von Sanden
Heinrich von Sanden (* 28. Juli 1672 in Königsberg; † 10. August 1728) war ein deutscher Arzt und Physiker.

## Leben
Sanden wurde als Sohn des Hofpredigers Bernhard von Sanden geboren. Er besuchte das Altstädter Gymnasium. An der Universität Königsberg studierte er Rhetorik, Geschichte, Philosophie, Mathematik und Medizin. Er reiste 1695 nach Kopenhagen zu dem Anatomen Caspar Bartholinum und anschließend nach Leiden, wo er bei Charles Drelincourt, Burcher de Volder, Govard Bidloo und Holtone studierte.
Nach seiner Rückkehr 1696 wurde er zum Doktor der Medizin promoviert. Er praktizierte danach als Arzt und lehrte Medizin an der Universität in Königsberg. 1704 wurde er Professor für Physik. Sanden lehrte als einer der ersten in Preußen die experimentelle Physik.
1713 wurde er als auswärtiges Mitglied in die Königlich Preußische Sozietät der Wissenschaften aufgenommen.

## Werke
- Dissertatio Medica Inauguralis De Ptyalismo. Reusner, Königsberg 1696.
- Dissertatio Medica De Molis. Reusner, Königsberg 1697. (Digitalisat)
- Dissertatio physica de corporibus elasticis. Georg, Königsberg 1704. (Digitalisat)
- Dissertatio Physica De Antliis Pneumaticis. Georg, Königsberg, 1704. (Digitalisat)
- De Frigore Anni M. DCC. IX. Memorabili. Zaencker, Königsberg 1712.
- Sylloge experimentorum, quibus demonstrationes physicae, illustrantur, hactenus aliquoties institutorum, iam in gratiam auditorum suorum descriptorum & editorum. Zaencker, Königsberg 1712. (Digitalisat)
- Dissertatio Physico-Experimentalis De Succino Electricorum Principe. Reusner, Königsberg 1714. (Digitalisat)
- Disputatio physica de scripturis et picturis fenestrarum naturalibus. Reusner, Königsberg 1715. (Digitalisat)
- Observatio de prolapsu uteri inversi ab excrescentia carneo-fungosa, in fundo ejus interno ex potu infusi crepitus lupi enata. Haas, Königsberg/Leipzig 1722. (Digitalisat)